# Philippe Evrard
Philippe Evrard, né le 1er janvier 1942, est un neuropédiatre franco-belge. Dès 1970, il fut le créateur et ensuite le chef de service de neurologie pédiatrique de l’Université de Louvain et de l’Unité de recherche en neuroscience pédiatrique de la même université. En 1995, il fut invité à créer et à diriger un nouveau service de neurologie pédiatrique et des maladies métaboliques, à l’hôpital universitaire Robert-Debré (Université Paris 7 Denis – Diderot, faculté de médecine, et Assistance publique - Hôpitaux de Paris) et une nouvelle Formation de recherche INSERM en neuroscience du développement. Atteint par la limite d’âge comme chef de service en septembre 2009, il est actuellement président de la fondation PremUp ; consultant à Service Public Hospitalier Conseil, filiale de la Fédération Hospitalière de France ; coordinateur scientifique (neurologie) de l’association internationale Consensus in Pediatrics ; administrateur du fonds de dotation Robert-Debré Paris / Ile-de-France,.

## Parcours scientifique
Docteur en médecine, chirurgie et accouchements de l’Université de Louvain en 1966, il a été formé à la recherche de laboratoire par Christian de Duve, Pierre Baudhuin, Gilles Lyon, Verne Caviness. Ses premières contributions ont porté sur l’analyse ultrastructurale des fractions subcellulaires du foie ; ses recherches ont ensuite porté sur les unités ontogéniques et phylogéniques du néocortex cérébral des mammifères et de l’homme, sur les mécanismes de la migration des neurones et des maladies de cette migration et sur des concepts et outils nouveaux pour la protection du cerveau du fœtus et du nouveau-né (« neuroprotection périnatale »). Professeur à la Faculté de Médecine de l’Université de Louvain (1974 – 1997) ; professeur des universités (Université Paris Diderot) depuis 1995, de classe exceptionnelle. Il fut aussi « Fogarty fellow » et ensuite professeur invité et neurologiste invité à Harvard Medical School – Massachusetts General Hospital.
Les personnalités et collègues suivants ont eu une influence cruciale sur sa pensée clinique, universitaire et institutionnelle et sur son parcours : Edouard Massaux, Gilles Lyon, Henri Mathieu, Pierre Baudhuin, Christian de Duve, Verne Caviness, E. Christian Laterre, Roger De Meyer , Michel Meulders, Jean-Jacques Haxhe, Jean Lapresle, Raymond Garcin, Raymond D. Adams (en), Marie-José Simoen, Paul Levaux, André Flahaut, Valentin Nelissen.
Il est membre de l’Académie royale de médecine de Belgique et de l’European Academy of Sciences and Arts.

## Ordres nationaux
- Commandeur de l’Ordre de la Couronne (Belgique) (1995)
- Commandeur de l’Ordre de Mérite (Grand-Duché de Luxembourg) (1989)
- Officier de l’Ordre de Léopold (Belgique) (1988)
- Chevalier de la Légion d’Honneur (France) (2017)[16]